# Hiểu biết sức khỏe

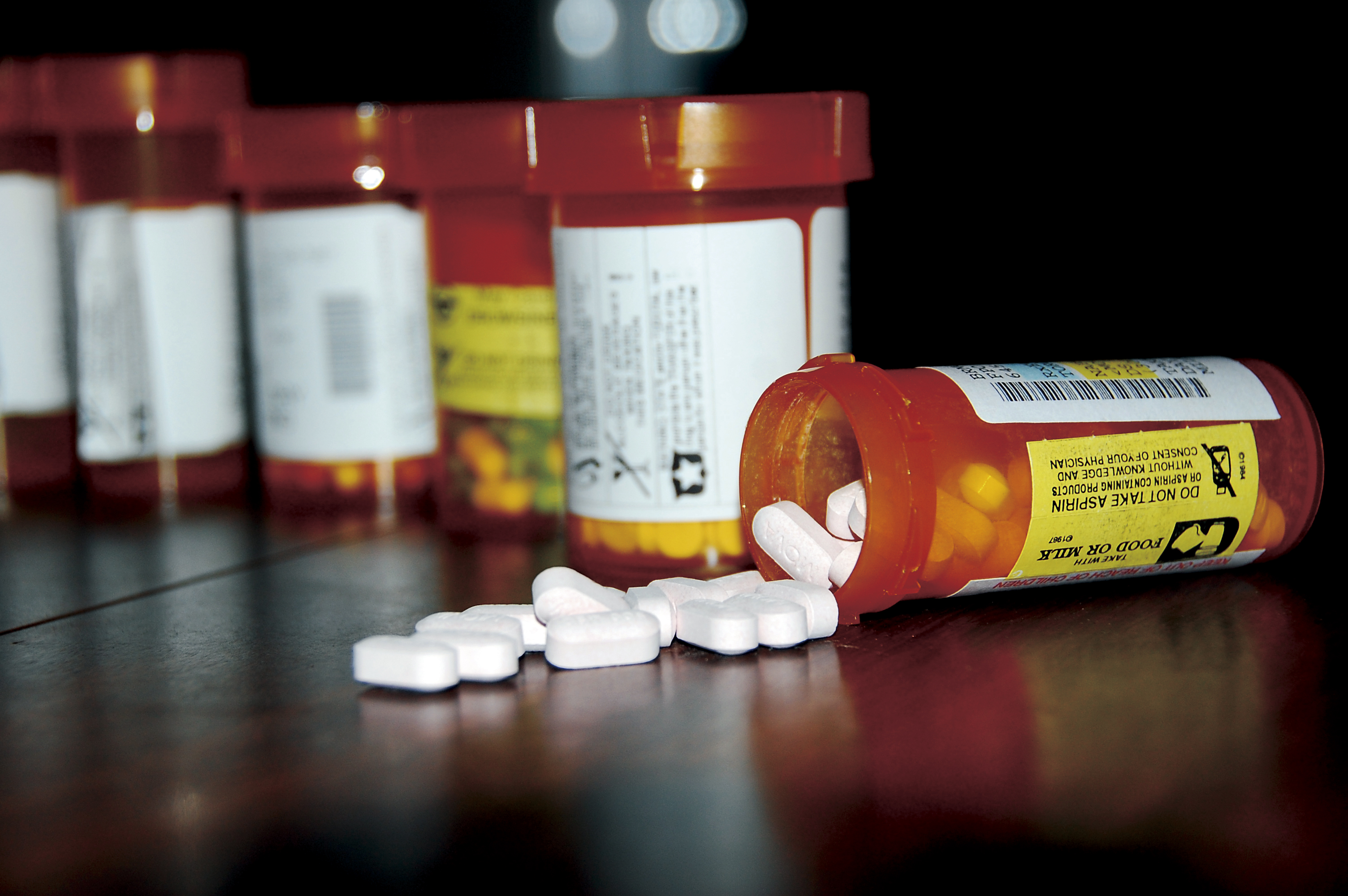
Khả năng đọc và hiểu các hướng dẫn về thuốc là một hình thức của hiểu biết sức khỏe.

Hiểu biết sức khỏe hay còn biết đến là kiến thức về sức khỏe (Health literacy) là khả năng tiếp nhận, đọc, hiểu và sử dụng thông tin chăm sóc sức khỏe để đưa ra những quyết định y tế phù hợp và thực hiện theo hướng dẫn điều trị. Có nhiều định nghĩa về hiểu biết sức khỏe, một phần, vì hiểu biết sức khỏe bao gồm cả bối cảnh thực hiện nhu cầu hiểu biết (như, chăm sóc sức khỏe, truyền thông, internet hoặc phòng tập thể dục) và những kỹ năng mà mọi người mang đến trong từng hoàn cảnh (Rudd, Moeykens, & Colton, 1999). Các nghiên cứu cho thấy chỉ có 12% người trưởng thành Hoa Kỳ có hiểu biết thành thạo về sức khỏe. Điều này có nghĩa rằng 77 triệu người trưởng thành có hiểu biết sức khỏe chỉ ngang mức cơ bản hoặc thấp hơn. Những cá nhân này gặp khó khăn trong việc thực hiện các hoạt động nắm bắt thông tin sức khỏe thông thường như đọc một đơn thuốc kê theo toa. Hiểu biết sức khỏe thấp dẫn đến giảm sự thành công trong điều trị bệnh tật và làm tăng nguy cơ sai sót y khoa. Hiểu biết sức khỏe là điều cần thiết để thúc đẩy cá nhân cũng như cộng đồng khỏe mạnh hơn.
Có nhiều giải pháp khác nhau, chẳng hạn như đơn giản hóa thông tin sức khỏe và tranh ảnh minh họa, tránh dùng thuật ngữ chuyên môn, sử dụng phương pháp "dạy lại" và khuyến khích những câu hỏi từ bệnh nhân, cải thiện hành vi sức khỏe ở những người có hiểu biết sức khỏe thấp. Từ khi hiểu biết sức khỏe là yếu tố chính góp vào sự chênh lệch về sức khỏe, nó đã liên tục gia tăng mối quan tâm từ các chuyên gia y tế. Tỷ lệ người lớn từ 18 tuổi trở lên ở Hoa Kỳ, trong năm 2010, họ báo cáo lại rằng những nhân viên chăm sóc sức khỏe luôn giải thích tận tình để họ có thể hiểu chúng khoảng 60,6%. Con số này tăng 1% từ năm 2007 đến năm 2010. Sáng kiến Healthy People 2020 của Bộ Y tế và Dịch vụ Nhân sinh Hoa Kỳ đã đưa vào chủ đề hiểu biết sức khỏe như một chủ đề mới, với mục tiêu cải thiện hiểu biết về sức khỏe trong thập kỷ tới.
Cả cộng đồng nên có trách nhiệm cải thiện hiểu biết sức khỏe. Quan trọng nhất, nâng cao hiểu biết sức khỏe là trách nhiệm của các chuyên gia chăm sóc sức khỏe và y tế công cộng.